# Китай (остров, Украина)
Кита́й (укр. Китай) — остров в центральной части залива Сиваш Азовского моря. Расположен между Чонгарским полуостровом и Перекопским перешейком и относится к Геническому району Херсонской области.

## География
Общая площадь острова составляет 0,03 км². Наивысшая точка острова расположена на высоте 3 метров.
С 1927 года расположен в пределах Азово-Сивашского заповедника (ныне — национального парка).
Состоит из лёссовидных суглинков, разрушается под действием абразии.
Растительность острова — синантропная (лебеда татарская, ячмень мышиный, латук дикий). Кроме этого, Китай и заповедная акватория Сиваша — место массового гнездования птиц, включая редких (черноголовый хохотун, чеграва, большой баклан).